# Batalla de Kutná Hora
La batalla de Kutná Hora (en alemán: Schlacht von Kuttenberg; en checo: Bitva u Kutné Hory) fue uno de los primeros enfrentamientos militares de las guerras husitas, y fue librada el 21 de diciembre de 1421 entre las tropas germano-húngaras del Sacro Imperio Romano Germánico y los husitas, un grupo de protoprotestantes creado en lo que hoy es la República Checa. El encuentro se saldó con una victoria husita.

## Antecedentes
En 1420, el papa Martín V declaró una cruzada contra los husitas. Una rama de los husitas, conocida como los taboritas, formó entonces una comunidad religioso-militar en Tábor. Bajo el liderazgo del experimentado general Jan Žižka, los taboritas adoptaron los últimos avances en armas, como arcabuces, además de largos y delgados cañones, a los que apodaron "serpientes". La adopción de los carros de guerra les dio la capacidad de luchar con un estilo flexible para una guerra móvil.

## La batalla
En Kutná Hora, los taboritas fueron rodeados a principios del invierno de 1421 por las fuerzas superiores del emperador germánico Segismundo de Luxemburgo. A pesar de que la artillería de Žižka mantuvo a raya a la caballería pesada de Segismundo, los taboritas se enfrentaban a una destrucción inminente. Sin embargo, el 21 de diciembre, Žižka agrupó sus carros de guerra en una columna y cargó contra las líneas enemigas. Los carros avanzaron rápidamente, disparando todas sus armas de fuego. Las columnas de Segismundo se rompieron, creándose una brecha en sus líneas, desde las cuales escaparon los taboritas del cerco. Creyendo erróneamente que habían sido derrotados completamente, Segismundo ordenó no perseguir a los husitas para mantener la cohesión de su ejército.

## Consecuencias

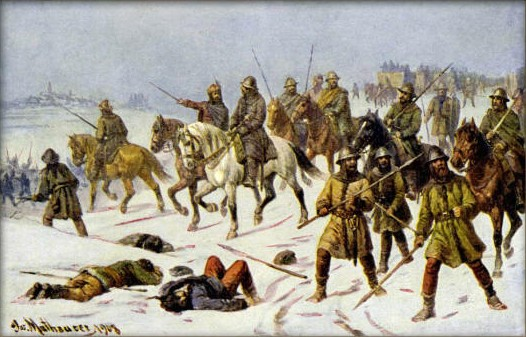
Žižka antes de Kutná Hora, por Josef Mathauser.

Durante el resto de diciembre, Žižka lanzó numerosos ataques y contraofensivas contra las líneas germanas. Su táctica normal consistía en atraer a su oponente hacia su fortaleza de carros y, en el momento oportuno, ordenar una salida con su caballería, arqueros y piqueros para devastar las fuerzas enemigas. Sus maniobras fueron muy exitosas. A finales de mes, el desmoralizado ejército de Segismundo, hostigado constantemente por los aparentemente invencibles soldados de Žižka, huyó de Bohemia.